# ادام روتنبرگ
ادام روتنبرگ (انگلیسی: Adam Rothenberg؛ زادهٔ) یک هنرپیشه اهل ایالات متحده آمریکا است.
او در فیلم دیوانه پول بازی کرده‌است.